# Juan José Delhuyar
Juan José Delhuyar y Lubice (Logroño, 15 de junio de 1754-Santafé de Bogotá, 20 de septiembre de 1796) fue un químico español que junto a su hermano Fausto logró aislar el wolframio por primera vez, hecho que aconteció en las instalaciones que la Real Sociedad Bascongada de Amigos del País tenía en la localidad guipuzcoana de Vergara.

## Biografía
Juan José Elhuyar nace en Logroño, La Rioja, en el seno de una familia de origen vasco-francés. Estudió matemáticas, física e historia natural en París entre 1773 y 1777 junto a su hermano Fausto. Ambos hermanos se vieron favorecidos por el espíritu de la Ilustración y fueron pensionados por el gobierno español en distintas universidades europeas con el fin de traer los conocimientos utilitarios de investigación científica.
Juan José fue enviado a Suecia en 1781, dado que este país estaba a la vanguardia de la ciencia química, además de que el gobierno español se interesó por los métodos suecos para fabricar cañones. Estuvo primero en Upsala en cuya universidad investigaba e impartía clases Torbern Olof Bergman. Más tarde, hizo lo propio en Köping con Carl Wilhelm Scheele. Junto a Bergman, estudió los métodos modernos de laboratorio para la obtención de elementos químicos, y sería el propio Bergman quien trasladó a Elhúyar la sospecha de que existía otro elemento metálico en la scheelita. A su vuelta a España, Juan José se prepara para aislar ese elemento y, ayudado por su hermano Fausto, en otoño de 1783, obtiene el wolframio, el primer elemento químico descubierto sin ser extraído directamente de la naturaleza, ya que no existe en forma libre, sin combinar químicamente.
Sin embargo, al gobierno español no le agradó que Elhúyar dedicase más tiempo a sus estudios e investigaciones científicas que a la misión encomendada y fue enviado en 1784 a Bogotá para trabajar en las minas de plata de Mariquita en el departamento de Tolima. Allí, colaboró en su condición de mineralogista junto al botánico José Celestino Mutis.
Se casa en 1788 con María Josefa Bastida y Lee. Su muerte se produce el 1796 en la ciudad de Bogotá, en el entonces Virreinato de Nueva Granada y actualmente Colombia. Su hijo José Luciano D'Elhuyar y Bastida (1793-1815) fue un militar colombiano de la guerra de independencia de su país.